# Palau Requesens
|  | No s'ha de confondre amb Palau dels Requesens (Molins de Rei). |

El Palau Requesens o de la Comtessa de Palamós és un edifici situat als carrers del Bisbe Caçador i del Sotstinent Navarro de Barcelona, declarat bé cultural d'interès nacional. Actualment és la seu de la Reial Acadèmia de Bones Lletres i també allotja la Galeria de Catalans Il·lustres.

## Història

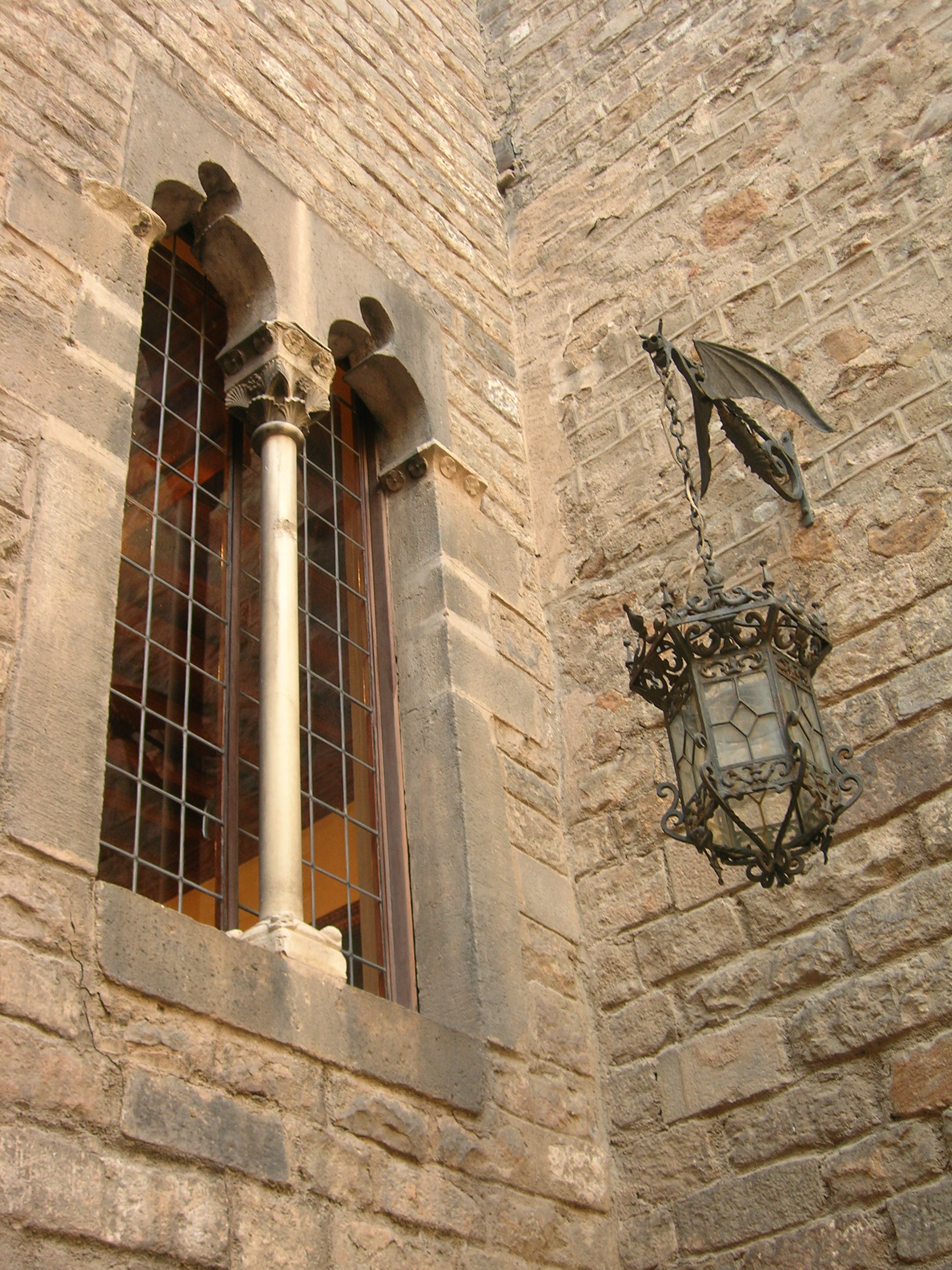
Finestra geminada al pati del palau

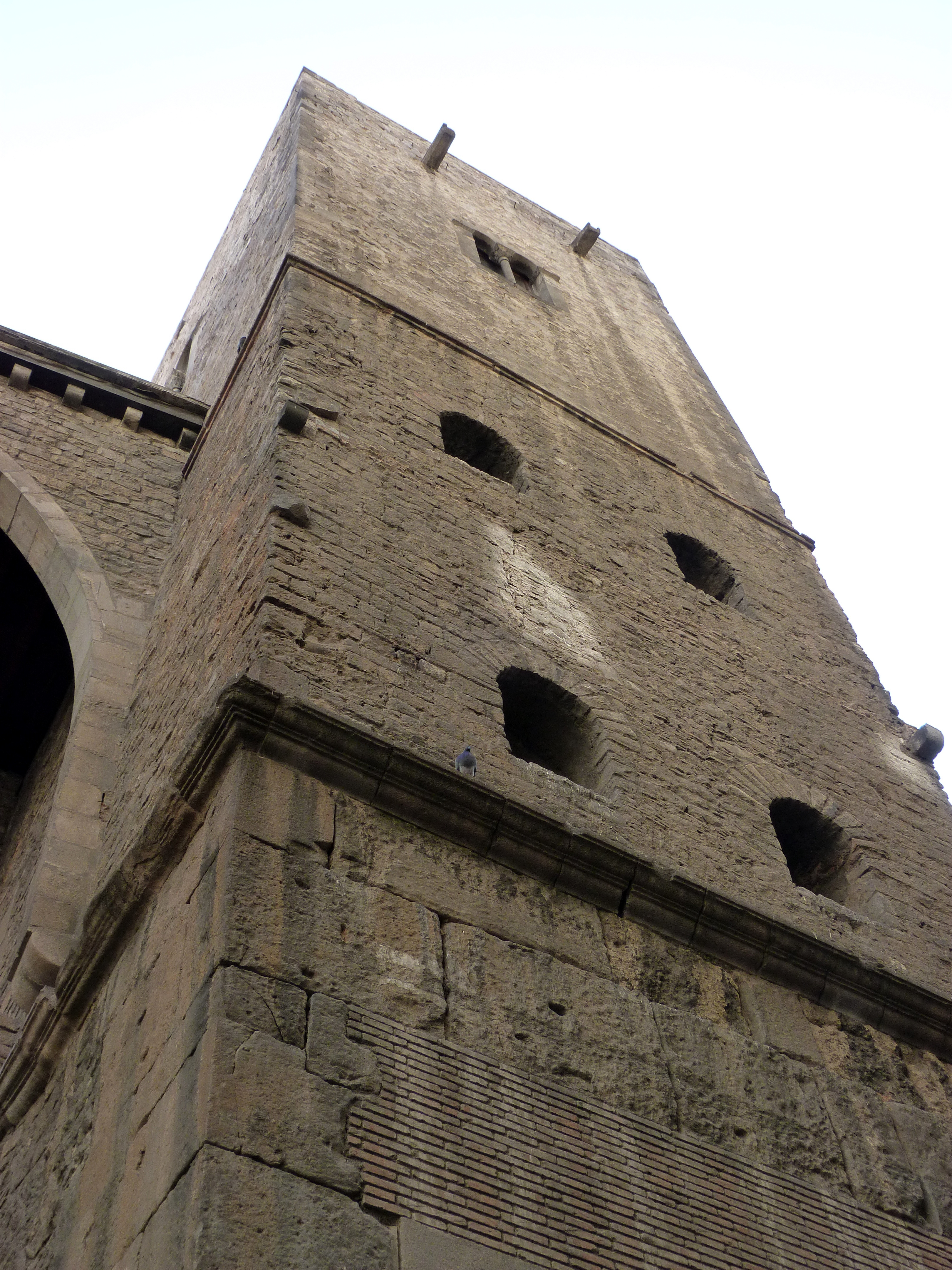
Torre de la muralla romana on s'assenta el palau

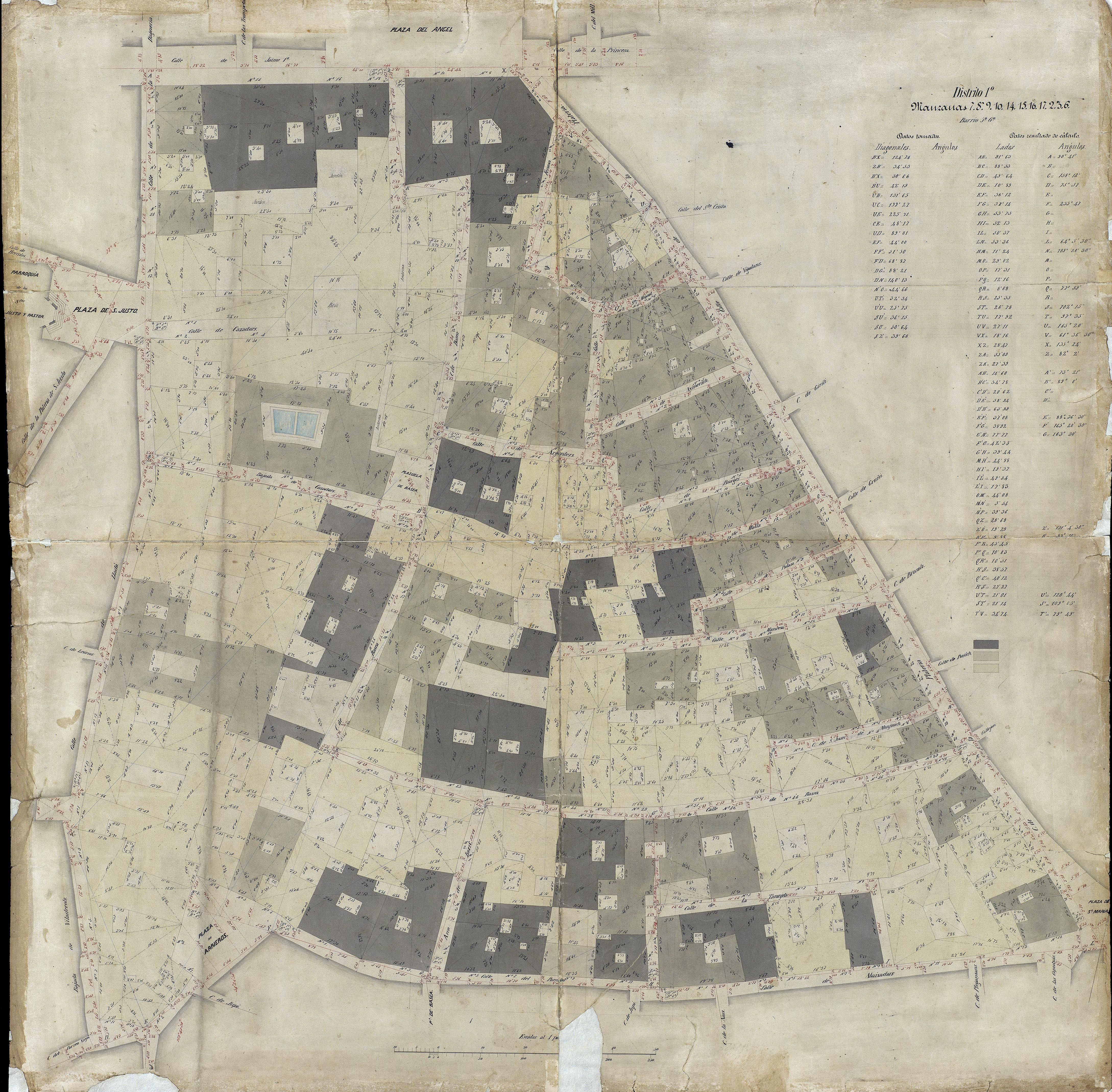
Quarteró núm. 16 de Garriga i Roca (c. 1860)

Va ser bastit al segle xiii i fou refet i ampliat al segle xv, probablement per a servir com a residència de Galceran de Requesens i de Santacoloma, governador general de Catalunya. El 1484, el seu fill Galceran de Requesens i Joan de Soler va rebre el títol de comte de Palamós de mans de Ferran el Catòlic. Casat amb Beatriz Enríquez de Velasco, tingueren una filla, Isabel de Requesens i Enríquez, que va quedar òrfena ben aviat. Seguint la política d'aliances dissenyada pel seu pare, es va casar amb el seu cosí germà Ramon Folc de Cardona-Anglesola, duc de Somma i baró de Bellpuig, que va arribar a ser virrei de Sicília i Nàpols.
Isabel va morir a Nàpols el 1532, i el 1552, el seu fill Ferran Folc de Cardona i de Requesens va vendre el palau a Pere de Caçador, que va morir el 1590, deixant com a hereu el seu fill Jaume, bisbe de Girona, que repudià l'herència, passant al seu germà Pere Pau, doctor en drets i canonge de la Catedral de Barcelona, succeït pel seu nebot Joan Baptista de Caçador i d'Aguilar. Aquest va ampliar la propietat fins al carrer de la Devallada de Caçador (on actualment es troba l'Arxiu Municipal Contemporani de Barcelona), i el 1627 es va casar amb Cristina de Sorribes i de Torrelles.
Joan Baptista de Caçador va morir sense fills el 1631, deixant com a hereu el seu germà Lluís, canonge de la Seu. Aquest fou succeït pel seu nebot Josep d'Aguilar i de Sorribes, fill d'Alexandre d'Aguilar i de Caçador i d'Estefania de Sorribes i de Torrelles. L'hereu Joan Baptista d'Aguilar i Brossa va compartir el palau amb la seva tia àvia Cristina de Sorribes i es va casar amb Agnès d'Oluja i de Cordelles, morint el 1658 a la Torre Pallaresa.
Ja al segle xviii, el palau va ser adquirit per l'acabalat botiguer de teles Ramon de Nadal-Ferrer i Golorons, que el 1777 va demanar permís per a obrir dues finestres al carrer de Basea (actualment Sotstinent Navarro). Casat amb Margarida de Dou i de Bassols, morí el 7 d'octubre del 1781 i fou succeït pel seu primògenit Ramon de Nadal i de Dou, que va ser assassinat al palau la matinada del 8 agost del 1818. En el seu testament, que havia canviat feia poc, nomenava marmessors el seu oncle Ramon Llàtzer de Dou i de Bassols, el seu cosí Gaietà de Dou i de Taiadella, Josep Ignasi de Mercader i de Sadurní, que posteriorment hi renuncià, i Joan Baptista Puig i Rosés, rector de Sant Just i Pastor. La major part de l'herència es repartia a parts iguals entre la Casa de la Caritat, l'Hospital de la Santa Creu i la Casa dels Infants Orfes, els administradors dels quals nomenaren dos representants eclesiàstics, Ramon Ignasi Sanç i Anton Bujons. Entre les pertinences del difunt, que foren posades en subhasta, hi havia una berlina nova de trinca.
Arran de la Desamortització de Madoz del 1855, el palau va passar a mans de l'Estat, que el va fer servir com a magatzem d'estancadas (sal i tabac).

### Rehabilitació
El 1914, la Reial Acadèmia de Bones Lletres de Barcelona i la Comissió Provincial de Monuments van sol·licitar a l'Estat l'usdefruit del palau, convertit en casa de veïns, la qual cosa es va produir el 1917 a canvi que el restauressin. Entre aquesta data i 1924, l'arquitecte Josep Domènech i Mansana hi va enderrocar els afegits, adaptant-ne l'interior als nous usos i va restaurar les façanes del pati, afegint-hi merlets i finestres gòtiques. El 1932, el palau fou declarat monument històricoartístic.
Als anys 1950, i un cop expropiades i enderrocades les cases adossades a la muralla romana, Adolf Florensa va restaurar la façana del carrer del Sotstinent Navarro, afegint-hi finestres gòtiques i completant la galeria superior. Entre 1964 i 1972, el palau va ser objecte d'una nova intervenció a càrrec de Camil Pallàs, successor de Jeroni Martorell com a director del Servei de Patrimoni Arquitectònic Local (SPAL) de la Diputació i que en va afectar fonamentalment l'interior i va afegir una finestra bífora a la planta baixa de la torre. El 1975, el palau fou declarat monument històricoartístic d'interès nacional.
Actualment hi ha en marxa el projecte de la Casa de les Lletres de Barcelona.

## Descripció
De la construcció primitiva del segle xiii es conserven algunes finestres coronelles, però la major part de l'estructura correspon a la reforma del segle xv. Assentat sobre la muralla romana, un arc de mig punt uneix dues torres per tal de donar consistència a l'edifici. Més al nord, un altre sector de muralla veié perforats els seus murs per altres dependències de l'edifici, bastides sobre un gran arc apuntat que arrenca del nivell del terra. Segurament, aquesta façana va ser refeta el segle xvi o xvii.
L'únic accés es fa per una porta amb llinda, resultat de les reformes del segle xvii, al final del carrer del Bisbe Caçador. S'entra en un pati gòtic on també s'endevinen reformes del segle xvii, amb l'escala d'accés a la planta noble, i presidit per l'esvelta torre de la muralla, d'origen romà amb afegits posteriors. El palau pròpiament dit queda al costat esquerre del pati, entre la muralla i el Palau Moxó o dels Marquesos de Sant Mori. Un arc de mig punt, sota l'escala, dona accés a una sala que hom anomena el Tinellet per la seva similitud amb el Saló del Tinell, per bé que en aquest cas té a més una nau petita a cada costat. Per l'escala, descoberta, hom arriba a la planta noble, on hi ha una llotja gòtica que té dos sectors, en angle, de tres arcs apuntats cada un, sobre fines columnes. Diverses finestres geminades i trífores gòtiques s'obren als murs del pati. Sobre el mur que pertany a la muralla s'afegí una llotja, amb columnes prismàtiques i sostre volat de fusta, fruit de la darrera restauració, moment en què també s'hi devien afegir algunes de les finestres esmentades.
La planta noble estatja el saló de sessions, la sala d'actes i el despatx del president de l'Acadèmia, situat a l'interior de la torre romana. A l'extrem nord d'aquesta planta trobem un pati amb arbres, un estany al centre i una arqueria de dos pisos al fons, dins d'un estil neoclàssic de regust romàntic.